# Giuseppe Sante Carrara
Giuseppe Sante Carrara (Bergamo, 28 marzo 1834 – Bergamo, 18 maggio 1880) è stato un patriota italiano.

## Biografia
All'età di due anni perse il padre, che morì il 29 aprile 1836 a causa del colera che in quell'anno dilagò in tutta la penisola.
Non aveva ancora compiuto quattordici anni quando, nel marzo 1848, la popolazione del suo quartiere prese a sparare contro gli austriaci, che furono costretti alla fuga verso Brescia, in concomitanza con le famose Cinque Giornate.
Giuseppe Sante fu tra i 178 bergamaschi che presero parte alla Spedizione dei Mille, alla quale partecipò combattendo nell'Ottava Compagnia, quella dei bergamaschi, detta "di ferro"; durante questa impresa riportò una lieve ferita al naso, probabilmente nei combattimenti a Palermo.
Venne congedato il 9 dicembre 1860, col grado di sergente dell'Esercito meridionale, dopo esser stato decorato, e ritornò a casa sbarcando a Genova.
Tornato a casa fu dapprima commesso, poi proprietario di un'osteria e infine mediatore.
Si sposò il 19 ottobre 1864 con Anna Maria Giuseppa Manzoni, figlia di un defunto sensale; da lei ebbe dodici figli, di cui quattro nati a Seriate, dove dimorò dal 5 maggio 1870 al 1875 (di questi figli, sicuramente sei morirono in fasce, mentre tre contrassero matrimonio).
Segno del suo attaccamento alla causa garibaldina sono i nomi che diede ai figli: Menotti Ricciotti Garibaldi, Anita Teresita Venezia, Matilde Libera Roma (nata nell'ottobre 1867, un mese prima della disfatta di Mentana), e Menotti Ricciotti Angelo.
Morì suicida, a quarantasei anni, il 18 maggio 1880 alle ore 5, nella sua casa in piazza Pontida 19, preoccupato per i suoi malanni.